# Virginia Hall
Pour les articles homonymes, voir Hall.
Virginia Hall (1906-1982) est un agent secret américain qui, pendant la Seconde Guerre mondiale, œuvre contre l'occupant allemand en France : de 1941 à 1943 dans le cadre du service secret britannique SOE, puis en 1944-1945 dans le cadre du service secret américain OSS. Opératrice radio, illustratrice et chef de réseau, elle soutient la résistance française dans la région lyonnaise et dans le centre, puis contribue à organiser les parachutages au Chambon-sur-Lignon et la libération de la Haute-Loire.

## Identités
- État civil : Virginia Hall.
- Comme agent du SOE en France :
  - Nom de guerre (field name) : « Marie », puis (septembre 1942) « Philomène »
  - Fausse identité (enregistrement à l'hôtel) : Brigitte Lecontre
  - Pseudos divers : Germaine, Marie Monin, La dame qui boite.
  - Surnoms donnés par les Allemands : Artemis ; La dame qui boite.
- Comme agent de l'OSS :
  - Nom de guerre : « Diane ».
  - Pour une mission (avortée) en Autriche : Anna Müller « Camille ».
- Et aussi (emploi à préciser) : Nicolas, Mae…

## Biographie

### Jeunesse
Virgina Hall naît le 5 avril 1906 à Baltimore, Maryland, où son père possède un cinéma. Elle fréquente les meilleures écoles d'Amérique du Nord dont l'Université Columbia et d'Europe et désire entrer dans le corps diplomatique américain. Elle parle alors couramment français, allemand et italien.

### Diplomate
En 1931, Virginia Hall obtient un poste administratif de secrétaire à l'ambassade des États-Unis à Varsovie avant d'être envoyée dans un consulat de Turquie. C'est là que, après un accident de chasse, elle doit être amputée de la partie inférieure de la jambe droite. Elle retourne alors aux États-Unis, équipée d'une jambe artificielle qu'elle surnomme « Cuthbert ». Fin 1934, elle retourne en Europe avec un poste au consulat américain de Venise mais démissionne avant d'être transférée en Estonie.
Alors que la Blitzkrieg allemande s'approche de Paris où elle vit, elle décide de devenir ambulancière pour l'armée française. Après l'armistice, elle quitte finalement la France via l'Espagne et arrive au consulat américain de Londres.

### Agent des services secrets en France

#### Agent du SOE britannique en zone non occupée
En 1941, elle rencontre Nicolas Bodington, numéro 2 de la section française du Special Operations Executive (SOE) section F, qui la recrute à partir du 1er avril, en vue d'une mission en France. Elle reçoit la formation nécessaire (maniement d'armes, sécurité…).
Le 23 août, elle s’envole pour Lisbonne puis de là pour Barcelone, d’où elle rejoint la ville de Vichy, envoyée en France par la section F pour une mission permanente. Pendant 15 mois, sous la couverture d’une journaliste du New York Post, elle est chef du réseau HECKLER sous le nom de code de « Germaine » : elle collecte et transmet des renseignements et elle aide la résistance française, à Vichy puis à Lyon. Elle accueille des agents de passage, transmet des rapports à Londres émanant des chefs de la résistance française (d'Emmanuel d'Astier de la Vigerie à Germaine Tillion), coorganise des évasions spectaculaires, dont celle de onze agents de la section F du camp de Mauzac le 16 juillet 1942.
En novembre 1942, les Allemands franchissent la ligne de démarcation et occupent soudain toute la France. Son réseau ayant été infiltré par Robert Alesch, un agent double au service des Allemands, et traquée par la Gestapo, Virginia Hall parvient de justesse à s'échapper en Espagne, très difficilement en raison de son handicap. Elle est alors emprisonnée dans le camp de Miranda de Ebro d'où elle est sortie par le consul américain à Barcelone.

#### Retour à Londres et mission en Espagne
Elle retourne en Espagne en 1943 en tant que reporter pour le Chicago Times pour collecter des informations sur les routes d'évasion utiles à travers les Pyrénées. Elle rentre finalement en Angleterre en novembre et entreprend la formation d'opératrice radio pour le SOE.

#### Agent de l'OSS américain dans le Centre
Au mois de mars, elle rejoint le service américain Office of Strategic Services (OSS), dans la branche des opérations spéciales, et demande à retourner en France. N'ayant pas vraiment besoin d'entraînement aux activités clandestines derrière les lignes ennemies, elle voit sa demande acceptée par l'OSS, qui la fait déposer par un bateau (MTB) britannique, le 21 mars, sur les côtes bretonnes. Sa jambe artificielle proscrit tout parachutage. Avec le nom de code « Diane », elle prend contact avec la Résistance dans le Centre de la France (d'abord dans le département de la Creuse, puis dans le Cher et la Nièvre) : elle cartographie les zones de largage pour les matériels et les commandos venant d'Angleterre ; elle trouve des maisons sûres ; elle contribue à entraîner et armer plusieurs groupes de combattants de l’intérieur. Au mois de juillet 1944, elle s'installe près du Chambon-sur-Lignon, dans la Haute-Loire, comme opératrice-radio pour approvisionner en armes les maquisards FFI qui entament la libération du département. Grâce aux parachutages qu'elle supervise, trois bataillons de FFI sont équipés, engagés dans des missions de sabotage et de guérilla, qui se révéleront cruciales pour retarder les mouvements des Allemands après les débarquements de Normandie et de Provence ; chargée des liaisons radio entre l’Angleterre et le maquis, elle livre un flux de renseignements précieux sur l'ennemi.
Après le débarquement en Provence, elle établit fin août la liaison avec une équipe Jedburgh Jeremy, puis avec une équipe franco-américaine d'encadrement militaire, toutes les deux parachutées dans la région. En septembre 1944, elle organise un petit groupe de maquisards prêts à poursuivre les combats dans l'Est. Son groupe est finalement démobilisé dans l'Ain. Elle rejoint Paris, puis Londres avant d'être affectée près de Naples (Italie) à la préparation d'une mission périlleuse d'infiltration en Autriche, qui sera finalement annulée au dernier moment, le jour de l'armistice, le 8 mai 1945.

### Agent de la CIA
En 1946, elle rejoint la CIA nouvellement créée, faisant d'elle l'une des premières femmes de l'organisation. Elle travaille alors pour l'agence derrière le Rideau de Fer.

### Retraite
En 1957, elle épouse Paul Goillot, ex-agent OSS qu'elle avait rencontré en Haute-Loire.
En 1966, ayant atteint l'âge de la retraite, elle quitte la CIA et se retire dans une ferme à Barnesville, Maryland.
Le 8 juillet 1982, Virginia Hall Goillot meurt au Shady Grove Adventist Hospital de Rockville, MD. Elle est enterrée au Ridge Cemetery, Pikesville, MD.

## Hommages et distinctions
- États-Unis : Distinguished Service Cross (DSC), 1945 ; une des deux femmes ayant obtenu cette médaille, avec Jeannette Guyot[1],[7] ;
- Royaume-Uni : officier de l'Ordre de l'Empire britannique (OBE) ;
- Inscription au mémorial des célébrités du renseignement militaire américain (1988)[8];
- Hommage rendu par les ambassades de France et de Grande-Bretagne pour son activité courageuse (12 décembre 2006).